# Luigi Francesco Valdrighi

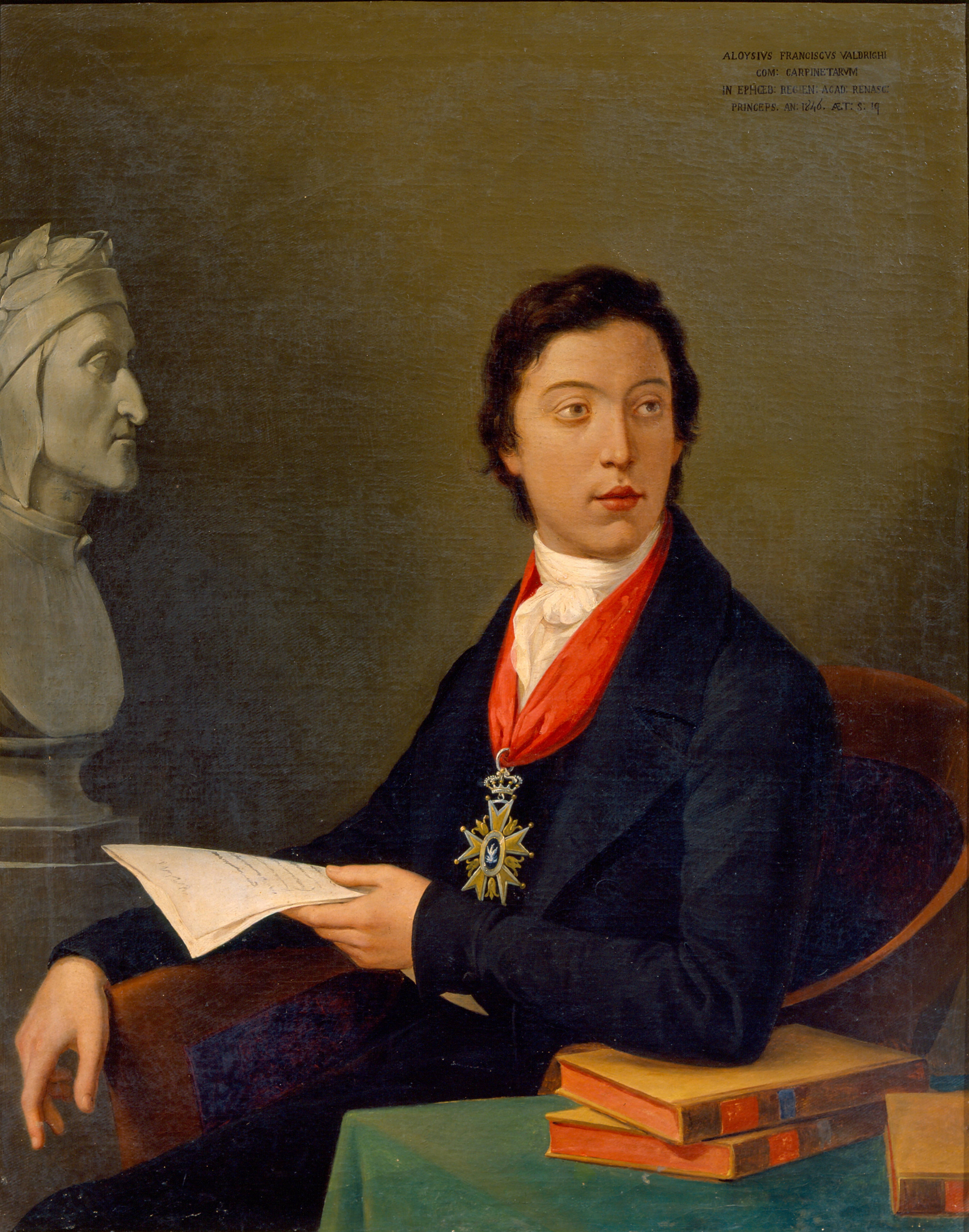
Anonimo, Ritratto di Luigi Francesco Valdrighi, archivio fotografico del Museo civico di Modena, 1846

Luigi Francesco Valdrighi (Modena, 30 agosto 1827 – Modena, 13 aprile 1899) è stato un storiografo e musicologo italiano.

## Biografia
Luigi Francesco Valdrighi nacque a Modena dal conte Mario e da Carlotta Berardi-Latour; fu l’ultimo discendente della famiglia a detenere il territorio dei Carpineti in loro possesso dal 1775, compreso di un castello. 
Formatosi nel Collegio dei Gesuiti a Reggio Emilia ottenne il titolo di “principe dell’Accademia dei Rinascenti” e si interessò di arte, storia e storia della musica pubblicando studi considerevoli. Dal 1877 fu docente di storia presso l'Istituto provinciale San Filippo Neri e San Bernardino di Modena, dal 1867 al 1891 assunse il ruolo di segretario presso la Biblioteca Estense di Modena e nel 1888 ottenne il titolo di cavaliere della Corona d’Italia.
La sua tomba si trova nel famedio del Cimitero di San Cataldo di Modena, unitamente a quelle dei genitori e della sorella.

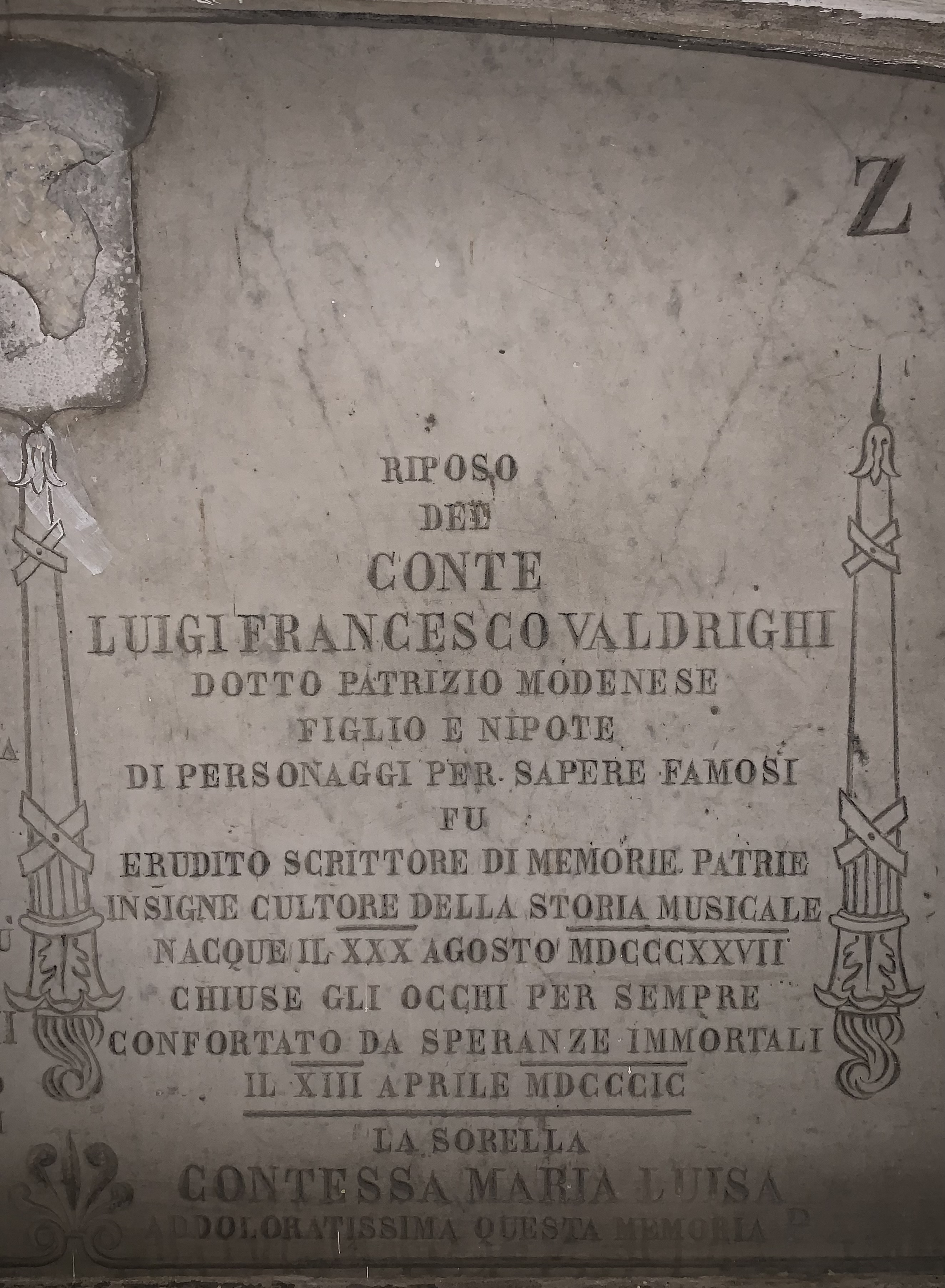
Tomba di Luigi Francesco Valdrighi

## L’attività letteraria
Amante della poetica e grande studioso di musica, soprattutto di organologia, pubblicò una cinquantina di opere. Tra i suoi lavori più importanti ci sono Musurgiana e Nomocheliurgografia.

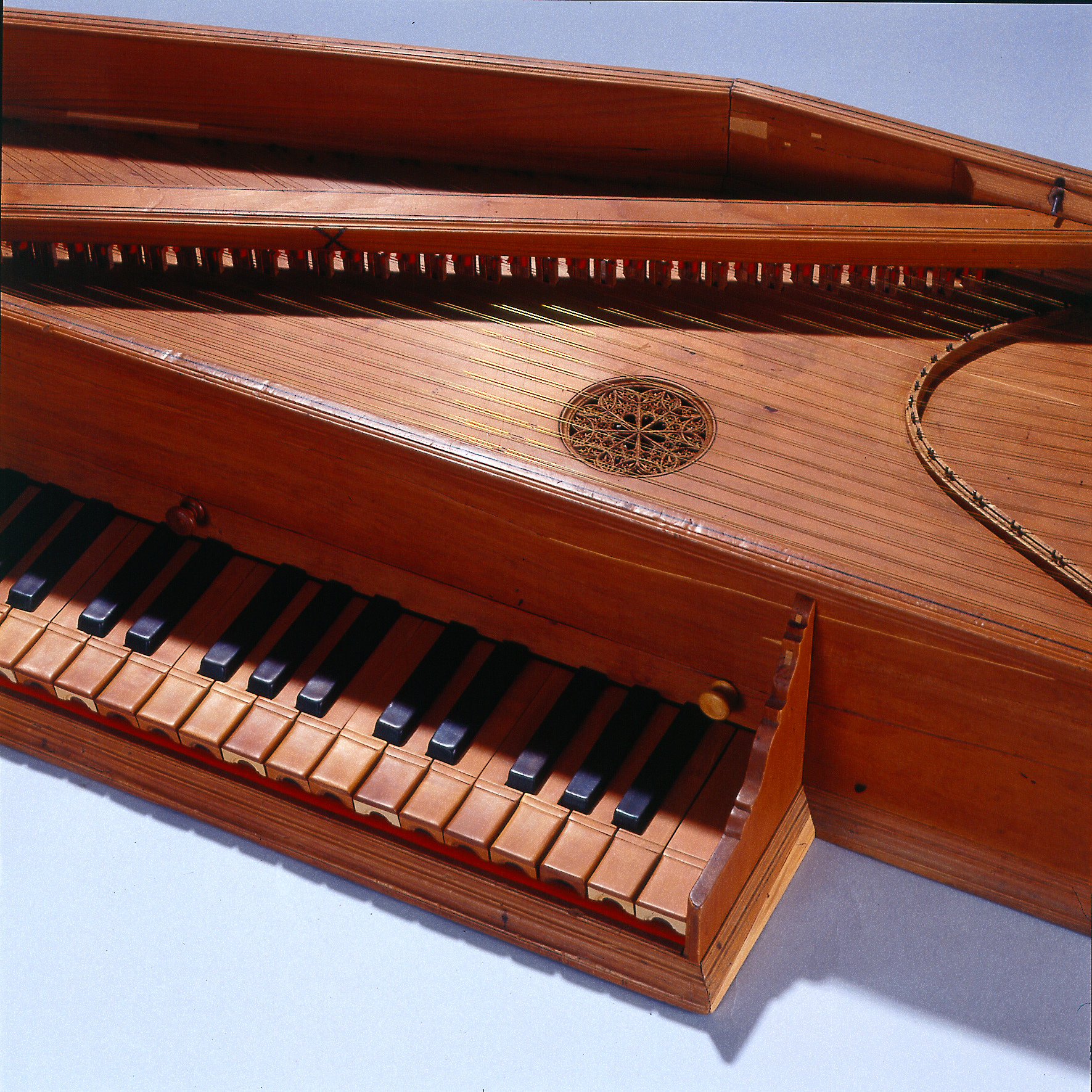
Manifattura italiana, Spinetta pentagonale, archivio fotografico del Museo civico di Modena, XVI-XVII secolo, part.

### LaMusurgiana
Con la prima, pubblicata in due serie separate nel 1879 e nel 1880, si aggiudicò una medaglia di bronzo all'Esposizione musicale di Milano. Questa raccolta di studi comprendeva "cose di musica", ovvero notizie relative ai musicisti, agli artigiani e agli strumenti musicali antichi. 
I primi risultati delle sue ricerche d'archivio ad essere pubblicati furono la scràndola, il pianoforte e il salterio: in una pagina introduttiva Antonio Apparuti spiegò di aver trovato il termine "pianoforte" in un documento datato 1598. Il conte pensò quindi di pubblicare la sua scoperta nel giornale locale Il Boccherino sostenendo che la nomenclatura fosse già nota ancor prima della scoperta di Bartolomeo Cristofori. Alle polemiche che sorsero si giustificò in questo modo "Questo mio annunzio fu creduto [...] un attacco alla fama del Cristofori, mentre altro non pretendeva che richiamare l'attenzione degli storici della musica sovra un fatto assai singolare che meritava nuovi studii e nuove ricerche per la storia del pianoforte".

### LaNomocheliurgografia
Per la stesura di quella che diventerà la sua seconda opera più importante Luigi Francesco Valdrighi affinò le sue ricerche sulla costruzione di strumenti armonici dichiarando il motivo per cui iniziò questa complessa ricerca, ovvero per quel "sentito bisogno della verità" che lo mosse verso lo studio assiduo del passato. Nella parte conclusiva della sua introduzione, il conte dichiarò "il lavoro fu superiore alle mie forze, ma non alla mia passione nè al mio volere, e spero che, accetto con benevolenza, ne sarà coronata la compilazione, colle aggiunte che in simil genere d'opere non possono mancare d'essere fatte dai colleghi strumentografi, presenti e futuri, ai quali sin dal momento volgo un saluto, ripetendo loro il testo apposito al principio di queste parole prodromatiche...Colligite....fragmenta, ne pereant!!".

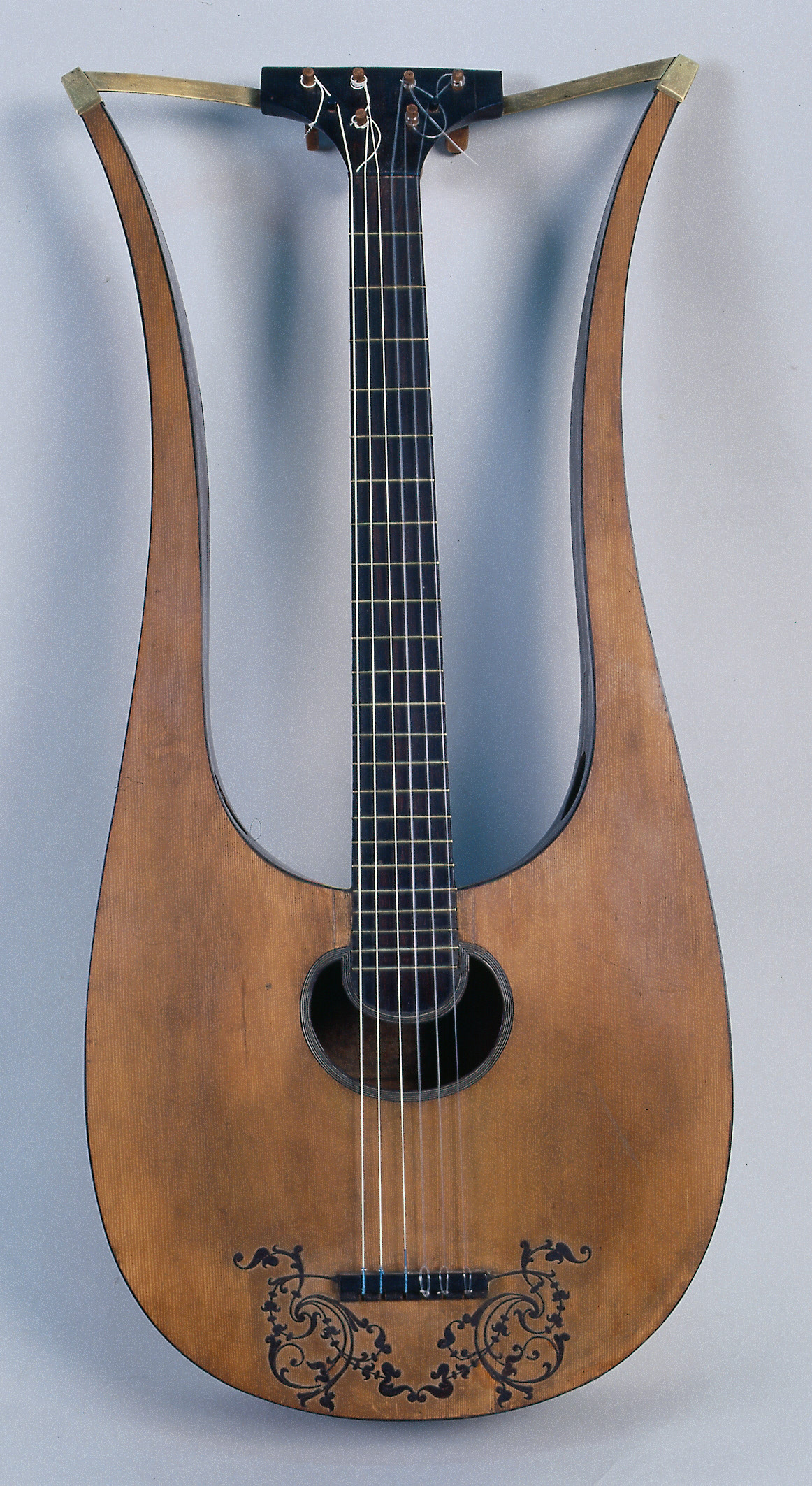
Gennaro Fabbricatore, Lira chitarra, archivio fotografico del Museo civico di Modena, 1797

La Nomocheliurgografia antica e moderna, ossia la storia della costruzione degli strumenti musicali, comprende un ulteriore ampliamento al primo studio pubblicato nel 1878 dal titolo Ricerche sulla liuteria e violineria modenese antica e moderna. L'opera comprendeva un corposo elenco di costruttori di strumenti, note e documenti d'archivio resa pubblica a partire dal 1884. A completamento dell'Elenco di Fabbricatori di Strumenti Armonici di cui faceva parte, Valdrighi mandò i suoi contributi nuovamente in stampa apportando delle Aggiunte nel 1888, nel 1889 e nel 1894 con gli Indici e la Quinta Aggiunta. 
Nonostante la ricca raccolta di studi, che con la Quinta Aggiunta raggiunse la voce n.4515, per l’autore l’opera non poté definirsi veramente completa: la sesta ed ultima Aggiunta, manoscritta e autografa, fu pubblicata postuma mancante dell'indicazione di rendere pubblico anche quest'ultimo lavoro.

## La collezione
Luigi Francesco Valdrighi possedeva una ricca collezione di antichi strumenti musicali esibita nelle Esposizioni di Milano (1881 e 1884), Torino (1884), Londra (1885) e infine a Bologna (1888).
Nell'Esposizione Internazionale di Bologna presentò, tra gli strumenti antichi più pregevoli, un violino costruito da Giovita Rodiani, viole, violoncelli, flauti, liuti di scuole e epoche diverse. 

### L’acquisizione di strumenti musicali del Museo Civico di Modena

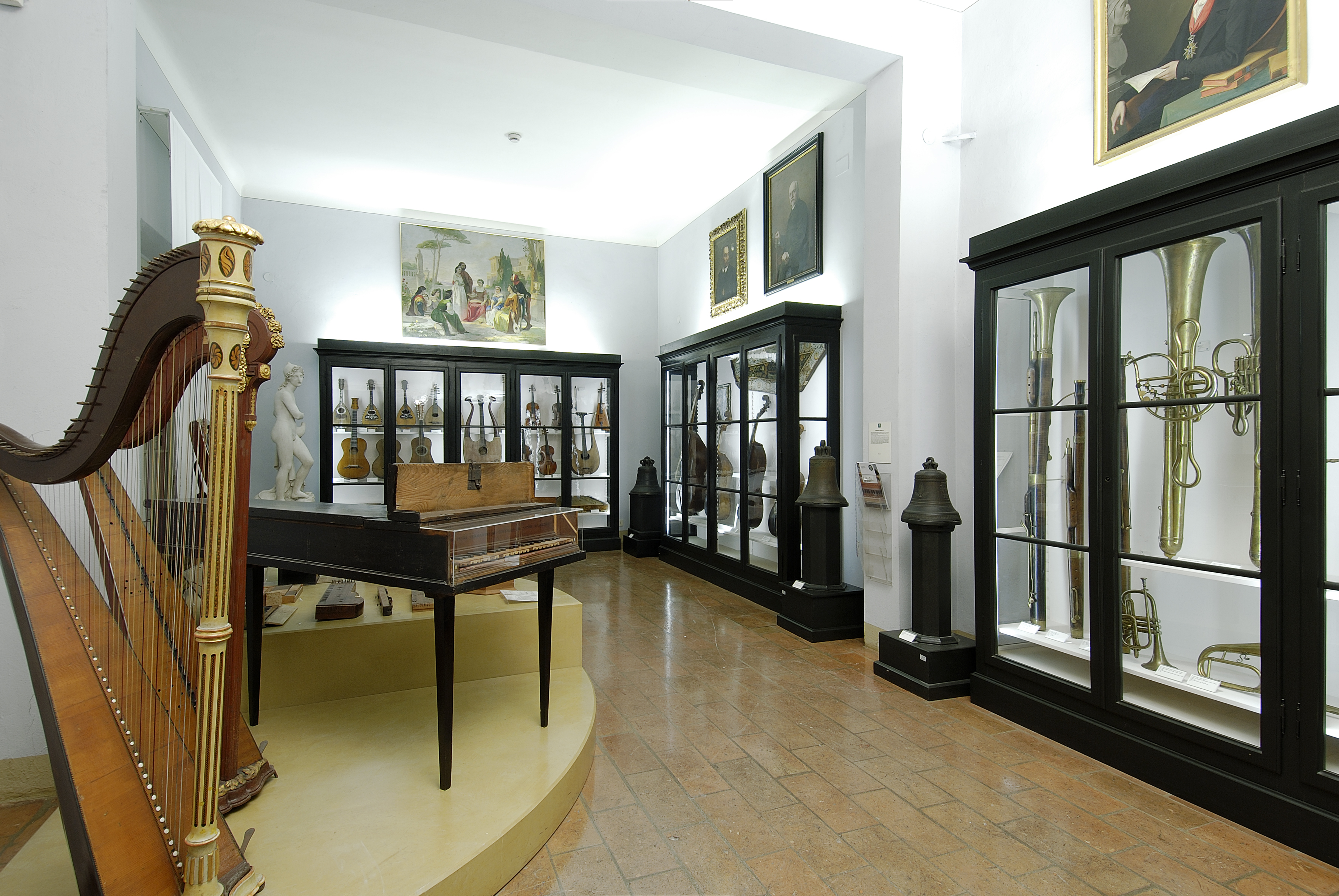
Sala degli strumenti musicali del Museo civico di Modena

Gli assidui studi e ricerche del conte Valdrighi lo indussero a formare una raccolta di antichi strumenti musicali che avrebbero dovuto far parte del patrimonio cittadino locale. Nel 1892 Carlo Boni, direttore del Museo civico di Modena, inviò una lettera alle autorità comunali riguardo l’acquisizione degli strumenti musicali del conte Valdrighi che ne aveva disposto il deposito arrecando non poche difficoltà. Soltanto con la direzione del successore di Boni, l’archeologo Arsenio Crespellani, e in seguito alla morte del conte, il deposito fu trasformato in donazione per volere della sorella Maria Luisa, la quale si impegnò a firmare l’atto di donazione un mese dopo la scomparsa del fratello.

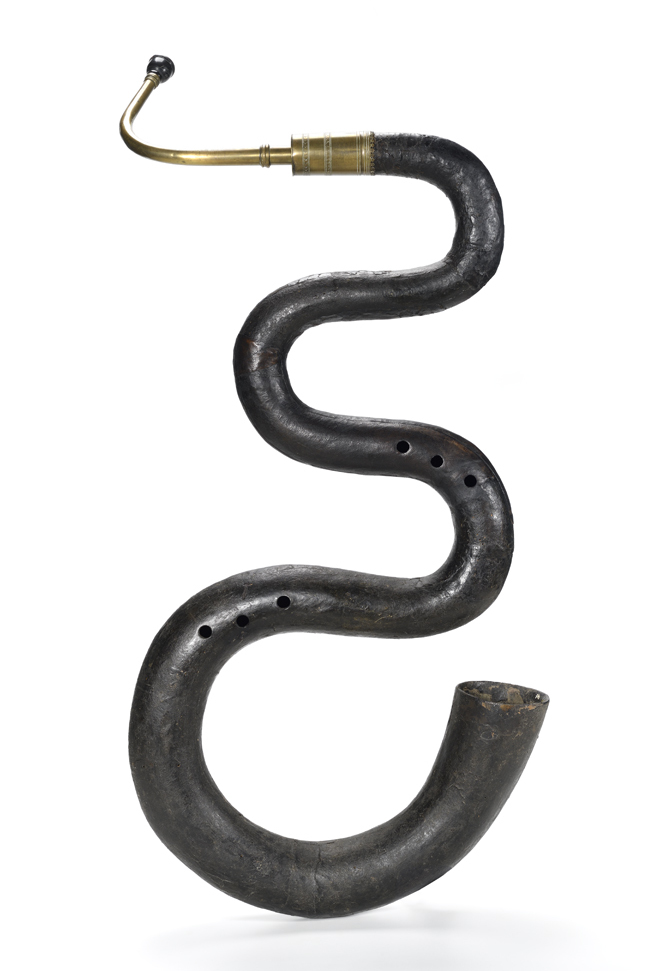
Manifattura italiana, Serpentone, fine sec. XVIII, Museo civico di Modena

Tra i 54 esemplari confluiti nelle raccolte del museo nel 1892 si trovano un metallofono, diversi aerofoni tra cui i flauti di Jacob Denner, Rauch von Schratten, il corno inglese di Ermenegildo Magazari, l’oboe di Carlo Palanca, la lira chitarra di Gennaro Fabbricatore, la viola da gamba di Thomas Cole, il salterio del modenese Giovanni Battista Dall'Olio e molti altri.
Dal 1902 il Museo Civico incrementò ulteriormente le proprie raccolte con altri oggetti di pregio provenienti dalla famiglia Valdrighi tra cui il ritratto del conte raffigurato con libri e con il busto di Dante Alighieri.